# Budgie (musicien)
Pour les articles homonymes, voir Budgie.
Budgie [ˈbʌdʒi] (de son vrai nom Peter Edward Clarke), né le 21 août 1957 à St Helens, Merseyside, est un musicien  britannique. Il est connu comme le batteur des groupes Siouxsie and the Banshees et The Creatures. Budgie est loué par ses pairs comme Stewart Copeland de The Police et Larry Mullen Junior de U2.
Il publie en juin 2025 le livre The Absence - Memoirs of a Banshee Drummer.

## Biographie
Il commence sa carrière discographique en 1979 en jouant de la batterie sur l'album Cut de The Slits. Il devient ensuite le batteur de Siouxsie and the Banshees, et en reste membre à part entière jusqu'en 1996, enregistrant avec eux neuf albums studio.
Parallèlement à cela, il co-fonde en 1981 avec la chanteuse Siouxsie un autre groupe : The Creatures avec qui il enregistre quatre albums studio entre 1983 et 2003.
En 1998, il est le batteur de l'ex-Velvet Underground, John Cale lors d'une tournée américaine estivale où il joue deux sets chaque soir : l'un avec Cale et l'autre avec les Creatures.
Budgie a aussi effectué d'autres collaborations. Il participe en 1992 à l'enregistrement du CD Rites of Passage des Indigo Girls et en 2009, il tourne avec le collectif Juno Reactor. Cette année-là, il enregistre l'album Is It Fire? de la chanteuse Jessie Evans.
Il continue de collaborer avec d'autres musicians comme Efterklang, Cocorosie, John Grant et Peaches.
En 2022, il anime chaque semaine avec Lol Tolhurst Curious Creatures, un podcast gratuit disponible sur des plateformes comme Google. Chaque épisode a un invité différent autour de Budgie et Tolhurst.
En juin 2022, il apparaît sur le cinquième album de Hercules and Love Affair In Amber ; avec le leader du groupe Andy Butler, il collabore avec Anohni de Antony and the Johnsons sur le single Poisonous Storytelling.
Budgie et Tolhurst dévoilent dès 2020 un projet musical commun avec le producteur Jacknife Lee sous le nom de LXB. C'est finalement sous le nom de "Lol Tolhurst x Budgie x Jacknife Lee" que le trio sort en juillet 2023 sa première réalisation, un single intitulé Los Angeles, annonciateur d'un album sorti en novembre sur le label Play It Again Sam. Plusieurs invités ont participé à son enregistrement, parmi lesquels figurent James Murphy, The Edge et Bobby Gillespie.
En juin 2025, Budgie édite ses mémoires dans un ouvrage The Absence : Memoirs of a Banshee Drummer qui paraît en anglais aux éditions White Rabbit.